# Drummondsches Licht
Das Drummondsche Licht, auch Kalklicht genannt, war eine 1826 vorgestellte Beleuchtungsquelle, bei der eine Knallgasflamme, die auf ein Stück Branntkalk gerichtet wird, dieses zu intensivem Leuchten bringt. Der heute noch gebräuchliche englische Begriff limelight (von englisch limestone, „Kalkstein“) für Rampenlicht geht auf diese historische Lichtquelle zurück.

Schematischer Aufbau des Kalklichts

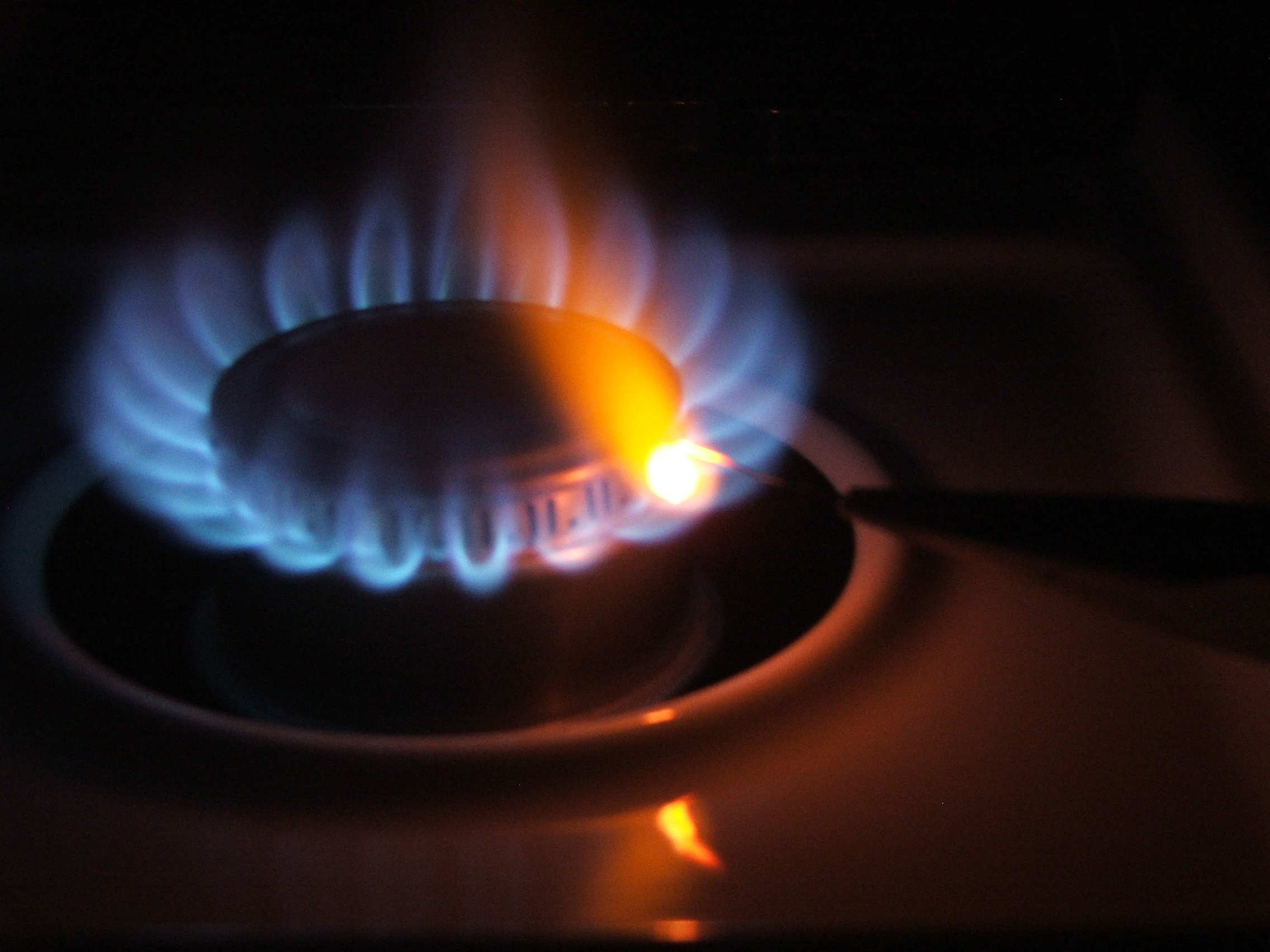
Improvisiertes Kalksteinlicht auf einem Gasherd. Dieses leuchtet weniger hell als das echte Drummondsche Licht.

## Aufbau
Die Knallgasflamme bringt das Stück Branntkalk zur Weißglut, ohne es zu schmelzen. Da das Kalkstück durch Materialabtrag langsam verbraucht wird, muss es regelmäßig nachgeführt bzw. erneuert werden. Die Nachführung konnte von Hand oder durch eine automatische, mechanische Vorrichtung erfolgen. 
Die Beleuchtungsapparate waren relativ schwierig in der Handhabung. Das Wasserstoffgas musste aufwendig und kostenintensiv hergestellt werden, und es bestand ständig die Gefahr einer Knallgasexplosion.

## Geschichte
Benannt ist das Kalklicht nach Sir Thomas Drummond (1797–1840). Bei einer Demonstration des von Goldsworthy Gurney entdeckten Effekts durch Michael Faraday war Drummond zugegen und entwickelte daraus eine brauchbare Leuchtquelle.
Aufgrund des gleißend hellen Lichts wurde das Kalklicht als Leuchtfeuer in Leuchttürmen, bei der Theaterbeleuchtung (vor allem beim Rampenlicht) und in frühen Kinematographen und Gasmikroskopen verwendet.
Eine der ersten bekannten Verwendungen bei einer Vorstellung war auf der Herne Bay Pier in Herne Bay in Kent am 3. Oktober 1836 anlässlich der Feier zur Grundsteinlegung des Uhrenturms, als der Magier Ching Lau Lauro damit seine Jongliernummer beleuchten ließ, mit wie es hieß koniaphostic light, das die gesamte Seebrücke in weißes Licht tauchte. 1837 wurde es erstmals in einem Theater benutzt (Covent Garden Theatre) und fand in Theatern und Music Halls in den 1860er und 1870er Jahre weltweite Verbreitung.
Wegen seiner Nachteile wurde das Kalklicht gegen Ende des 19. Jahrhunderts von der Kohlebogenlampe abgelöst.